# Prosimulium strenua
Prosimulium strenua är en tvåvingeart som först beskrevs av M. Josephine Mackerras 1950.  Prosimulium strenua ingår i släktet Prosimulium och familjen knott. Inga underarter finns listade i Catalogue of Life.